# Мужская сборная Омана по хоккею на траве
Мужская сборная Омана по хоккею на траве — мужская сборная по хоккею на траве, представляющая Оман на международной арене. Управляющим органом сборной выступает Ассоциация хоккея на траве Омана (англ. Oman Hockey Association, OHA).
Сборная занимает (по состоянию на 1 января 2015) 23-е место в рейтинге Международной федерации хоккея на траве (FIH).

## Результаты выступлений

### Азиатские игры
- 1958—1978 — не участвовали
- 1982 — 7-е место
- 1986 — 8-е место
- 1990 — не участвовали
- 1994 — 9-е место
- 1998—2002 — не участвовали
- 2006 — 10-е место
- 2010 — 7-е место
- 2014 — 7-е место

### Чемпионат Азии
- 1982—2009 — не участвовали
- 2013 — 6-е место

### Азиатский трофей чемпионов
- 2011 — не участвовали
- 2012 — 5-е место
- 2013 — 6-е место
- 2016 —

### Мировая лига
- 2012/13 — 29-е место (выбыли во 2-м раунде)
- 2014/15 — ?? место (выбыли во 2-м раунде)